# Denpa Song
Als Denpa Song (電波ソング) werden in der japanischen Populärmusik Lieder bezeichnet, die absichtlich seltsam und eingängig gehalten sind. Typische Merkmale von Denpa Songs sind unrhythmischer, teilweise mit Auto-Tune veränderter Gesang, widersinnige Liedtexte und übertriebene Melodien.
Innerhalb Japans hat sich um die Denpa-Musik eine Subkultur entwickelt und Denpa-Musik ist inzwischen ein signifikanter Teil der dortigen Otaku-Kultur. Es haben sich zahlreiche Dōjin-Zirkel gebildet, die sich mit der Produktion von Denpa-Musik beschäftigen. Bei Denpa handelt es sich nicht um eine eigenständige Musikrichtung, sondern eher um einen Schirmbegriff für eine Vielzahl an Musikrichtungen.
Alternative Begriffe für Denpa-Musik sind Akiba-Pop bzw. A-Pop oder Moe-Song, wobei letzterer seinen Ursprung in der Otaku-Kultur hat und Moe-Themen aufgreifen.

## Wortherkunft
Der japanische Begriff Denpa (電波), der eigentlich elektromagnetische Wellen beschreibt, wurde in den 1990er-Jahren genutzt, um schrullige, oft tagträumendende Personen zu umschreiben, die in ihren persönlichen Fantasien verharren, und geht auf die Fukagawa-Straßenmorde (深川通り魔殺人事件), die sich im Jahr 1981 ereigneten, zurück. Der Täter, Kunji Kawamata (川俣軍司 Kawamata Gunji), hatte illegale Substanzen eingenommen als er mehrere Passanten am hellichten Tag mit einem Messer angriff, dabei zwei Frauen und zwei Kleinkinder tötete. Vor Gericht sagte er später aus, dass elektromagnetischen Wellen ihn befohlen hätten, Menschen zu ermorden.
In den frühen 1990er-Jahren entstand innerhalb der Musik- und Literaturszene Japans der abfäffige Euphemismus denpa-kei (電波系), der desillusionierte und unheimliche Personen bzw. verrückt gewordene Wahnsinnige beschreibt, auf der Basis, dass diese Sorte Menschen aufgrund von elektromagnetischen Wellen Stimmen hören, Dinge sehen und mittels Telepathie miteinander kommunizieren könnten. Ein musikalisches Beispiel für diese Behauptungen lieferte die japanische Metal-Band Kinniku Shōjo Tai, die mehrere Lieder schrieb, welche sich mit den Fukagawa-Straßenmorden auseinandersetzen.
Im Bezug auf Musik erhielt Denpa eine negative Assoziation und wird oftmals mit Musik in Verbindung gebracht, die unheimlich wirkt, unverständliche Liedtexte aufweisen und oftmals aus der Otaku-Kultur stammen. Da Otaku oftmals als fremdartige Personen gelten, die sich anders als der Rest der Gesellschaft verhalten, wird Denpa weitestgehend mit dieser Kultur in Japan und in Akihabara in Verbindung gebracht. Etwas später umfasste der Begriff jene Personen, die sich schrullig oder realitätsfern verhalten, da davon ausgegangen wurde, dass diese Menschen elektromagnetische Wellen empfangen, von ihnen gesteuert oder hypnotisiert werden. Mit der Zeit entwickelte sich der Begriff Denpa Song. Diese Art von Musik wurde nach und nach außerhalb der Otaku-Szene als Nischeninteresse abseits des Mainstream populär.

## Charakteristiken
Denpa Songs bestehen aus Musik, Texten und Tönen, die im Allgemeinen als merkwürdig und peinlich betrachtet werden, wobei Hörer derartiger Musik sich zu dieser hingezogen fühlen mit der Begründung, dass die Musik den Hörer „hypnotisere“. Das Gefühl, von der Merkwürdigkeit der Lieder in den Bann gezogen und kontrolliert zu werden, wird als doku-denpa (毒電波) beschrieben.
Die Texte in Denpa Songs sind oftmals unsinnig oder greifen Themen aus der Otaku-Kultur auf. Häufige Themen sind Wahnvorstellungen, Telepathie oder Irrsinn. Oftmals weisen derartige Stücke chaotische und wiederholende Liedtexte auf, die irgendwann den Punkt der Schauerlichkeit erreicht. Auch sind sich wiederholende Gesänge, unrhythmischer Gesang und eingängige Melodien, die die übermäßige Stärke der Lieder akzentuieren, Merkmale von Denpa Songs. Hoher Gesang, Wotagei-Rufe und andere Extreme, die ebenfalls eingesetzt werden um ein musikalisches Chaos zu erzeugen, sind ebenfalls weit verbreitet. Ein musikalisches Beispiel ist das Lied Neko Mimi Mode, in welchem die Worte „Neko Mimi Mode“ als Liedtext über die gesamte Länger wiederholt wird. Vergleichbare Musikrichtungen sind beispielsweise Gamewave, Bitpop und Chiptune.
Denpa Songs werden oftmals fälschlicherweise als „süß“ und „fröhlich“ interpretiert, was daher rührt, dass eine große Anzahl der Stücke Moe-Themen – welche derartige Lieder fröhlich, süß und schnelllebig wirken lassen – aufgreifen. Allerdings gibt es auch Stücke, die sehr düstere Thematiken aufgreifen. Ein weiteres Missverständnis ist, dass Denpa Songs oftmals als eine Art „süßer J-Pop“ betrachtet wird. Alleine das Label steht im Gegensatz zum J-Pop, da Denpa Songs ein Underground-Trend und keine Mainstream-Musik sind. In der Anfangszeit wurde Denpa mit unheimlicher Musik assoziiert. Die kurzlebige Gruppe Under17 kreierte Lieder, die musikalisch „süß“ wirkten und schrullige Liedtexte aufwiesen, wodurch sich auch das Bild dieser Musik innerhalb der japanischen Gesellschaft weitestgehend änderte.

## In der Populärkultur
Denpa-Alben werden hauptsächlich auf der Comiket oder anderen Veranstaltungen der Otaku-Kultur zum Verkauf angeboten. Denpa Songs werden ab und zu als Vor- bzw. Abspannlieder in Anime-Fernsehserien verwendet, zum Beispiel in Shinryaku! Ika Musume oder auch in Kill Me Baby.